# Boana pulchella
Boana pulchella – gatunek niewielkiego płaza bezogonowego z rodziny rzekotkowatych (Hylidae).

## Taksonomia
Gatunek ten był dawniej zaliczany do rodzaju Hyla. W 2005 roku Julián Faivovich i jego współpracownicy przenieśli go do nowo utworzonego rodzaju Hypsiboas; w 2017 roku Dubois uznał Hypsiboas za młodszy synonim rodzaju Boana. Boana prasina i Boana joaquini są często uznawane za podgatunki gatunku Boana pulchella.

## Występowanie
Występuje w południowo-wschodniej Brazylii (w stanach Rio Grande do Sul, Santa Catarina i Parana), południowym Paragwaju, północnej Argentynie oraz Urugwaju. Żyje w lasach i na podmokłych obszarach trawiastych.

## Status
W Czerwonej księdze gatunków zagrożonych IUCN Boana pulchella klasyfikowany jest jako gatunek najmniejszej troski (LC, ang. Least Concern).
Gatunek ten występuje powszechnie, a liczba osobników nie zmienia się znacząco w długich odstępach czasu. W Paragwaju jest to gatunek rzadki, brak potwierdzonych stwierdzeń w tym kraju od 1983 roku. W argentyńskiej prowincji Córdoba stwierdzono zagrożenie dla lokalnej populacji tych płazów, związane ze skażeniem wód w wyniku prowadzenia intensywnej produkcji rolniczej. Zagrożeniem dla gatunku jest również ekspansja rolnictwa w celu uprawy soi.